# Artigas
Artigas je město v Uruguayi. Leží na severu státu na hranicích s Brazílií a je sídlem departementu Artigas. Při sčítání lidu v roce 2011 mělo město 40 657 obyvatel. Je tak jedenáctým největším městem Uruguaye z hlediska počtu obyvatel. Město leží bezprostředně na hranicích s Brazílií, od které ho odděluje řeka Quaraí. Na druhé straně řeky leží brazilské město Quaraí. Od hlavního města Montevideo je Artigas vzdáleno přibližně 600 km.
Město Artigas bylo založeno v roce 1852 s cílem posílit hranice s Brazílií. Původní název města byl San Eugenio del Cuareim. Na druhé straně řeky (a tedy i hranice) byla brazilská vojenská osada, která je v současnosti již městem Quarai. Svůj současný název dostalo město v roce 1915 na počest uruguayského národního hrdiny Josého Gervasia Artigase. Město je zaměřené na obchod s obilovinami. V okolí města se těží nerostné suroviny, hlavně achát a ametyst. Ty jsou zpracovávány právě ve městě a následně vyváženy.